# Ruyff
Ruyff est un hameau du village de Henri-Chapelle dans la province de Liège, en Belgique. Administrativement il fait aujourd'hui partie de la commune de Welkenraedt (Région wallonne). Avant la fusion des communes de 1977, Ruyff faisait partie de la commune de Henri-Chapelle. Ruyff se trouve sur une route secondaire qui relie Henri-Chapelle situé à l'ouest et Welkenraedt, au sud-est.

## Étymologie
Ruyff vient du nom du chevalier Arnold de Rueve qui fut propriétaire du château de Ruyff en 1172.

## Patrimoine
- Le château de Ruyff date du XVIIe siècle sur des bases médiévales. Il est composé d'une ferme et d'un château se reflétant dans une pièce d'eau[1].Il est repris sur la liste du patrimoine immobilier classé de Welkenraedt depuis 1989.
- Le château de Baelen était la résidence des seigneurs du ban de Baelen. Les deux tours carrées coiffées d'imposants clochers à bulbe sont érigées dès 1600 et le château est construit en 1737. Les frères alexiens deviennent propriétaires du château en 1875 et y installent une maison de santé pour hommes[2]. La chapelle est bâtie en 1914 et la ferme en 1935. Le château est repris sur la liste du patrimoine immobilier classé de Welkenraedt depuis 1989.

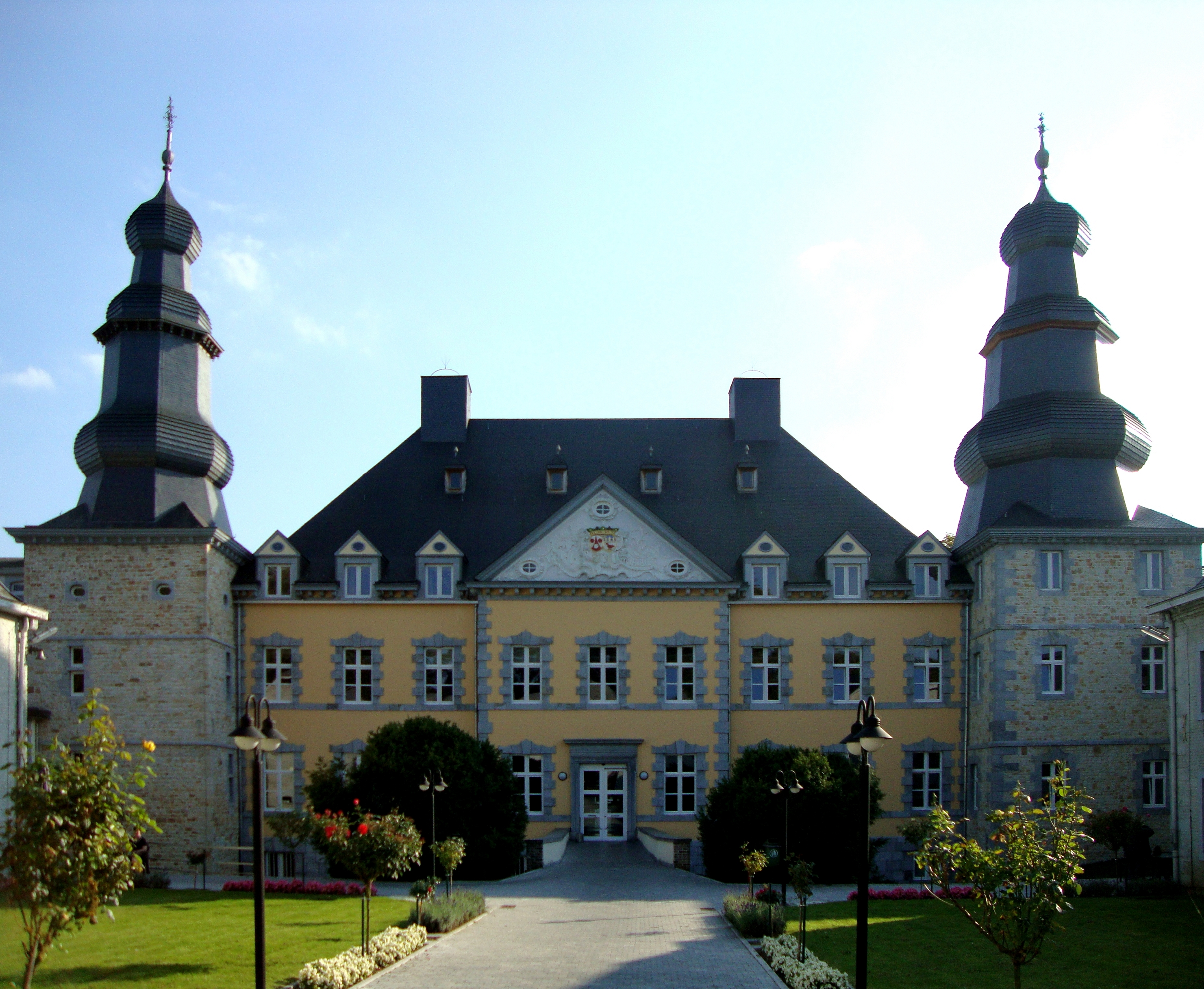
Le château de Baelen, à Ruyff

## Activités
Le hameau est surtout connu pour abriter le centre psychiatrique fondé par les frères alexiens [CPFA], des religieux qui se dévouent au soin des malades mentaux, dans le château de Baelen mis à leur disposition. Plusieurs bâtiments fonctionnels furent construits dans le vaste domaine. L'hôpital est passé en d'autres mains mais reste un centre psychiatrique de première importance. Il emploie 366 collaborateurs et reçoit en moyenne 1 200 patients chaque année. Il est habituellement associé au village de 'Henri-Chapelle' plutôt que Ruyff.